# Recourtoliva poppei
Recourtoliva poppei is een slakkensoort uit de familie van de Olividae. De wetenschappelijke naam van de soort is voor het eerst geldig gepubliceerd in 2008 door Sargent & Petuch als Oliva poppei.